# Cratere Cunitz
Cunitz  è un cratere sulla superficie di Venere. Ha preso il nome dall'astronoma slesiana Maria Cunitz. 